# Bubekiana kuscheli
Bubekiana kuscheli är en stekelart som beskrevs av De Santis 1964. Bubekiana kuscheli ingår i släktet Bubekiana och familjen puppglanssteklar. Inga underarter finns listade.